# Hapalotremus muticus
Hapalotremus muticus är en spindelart som först beskrevs av Cândido Firmino de Mello-Leitão 1923.  
Hapalotremus muticus ingår i släktet Hapalotremus och familjen fågelspindlar. Inga underarter finns listade i Catalogue of Life.